# 대한민국의 국회의장
국회의장(國會議長, 영어: Speaker of the National Assembly)은 대한민국 국회의 수장이다. 국회의장은 국회에서 무기명투표로 선거하되 재적 의원 과반수의 득표로 당선되며 임기는 2년이다. 권력분립원칙에 따른 대한민국의 3부요인 중에서 입법부를 대표하여 국가 서열 2위이다.
의장은 상임위원이 될 수 없으며, 2002년 3월 국회법 개정에 의하여 임기중 당적을 가질 수 없게 되었다. 그러나 정당추천후보자로 차기 선거에 출마하고자 하는 경우에는 의원 임기 만료일 전 90일부터 당적을 가질 수 있다.
국회의장은 1급 수석비서관 3명, 2급 비서관 4명, 3급 비서관 2명, 4급 비서관 2명 등 총 23명의 별도의 보좌인력을 둘 수 있다. 문민정부 시절까지 국회의장의 경호진은 5백여 명을 둔 사례도 있었다.

## 역할
- 의장은 국회를 대표하고 의사를 정리하며, 질서를 유지하고 사무를 감독한다. (국회법 제10조제1항)

## 역대 국회의장
| 대수 | 대수   | 이름           | 선출 당시 소속 정당              | 선출 당시 소속 정당             | 지역구                           | 임기                              | 당시 선수 |
| ---- | ------ | -------------- | -------------------------------- | ------------------------------- | -------------------------------- | --------------------------------- | --------- |
| 제헌 | 제헌   | 이승만(李承晩) |                                  | 대한독립촉성국민회              | 서울 동대문구 갑                 | 1948년 5월 31일~1948년 7월 24일   | 초선      |
| 제헌 | 제헌   | 신익희(申翼熙) | 경기 광주군                      | 대한독립촉성국민회              | 1948년 8월 4일~1950년 5월 30일   |                                   | 초선      |
| 2대  | 1기    | 신익희(申翼熙) | 경기 광주군                      |                                 | 민주국민당                       | 1950년 6월 19일~1952년 6월 18일   | 재선      |
| 2대  | 2기    | 신익희(申翼熙) | 경기 광주군                      | 1952년 7월 10일~1954년 5월 30일 | 민주국민당                       |                                   | 재선      |
| 3대  | 1기    | 이기붕(李起鵬) |                                  | 자유당                          | 서울 서대문구 을                 | 1954년 6월 9일~1956년 6월 8일     | 초선      |
| 3대  | 2기    | 이기붕(李起鵬) | 1956년 6월 9일~1958년 5월 30일   | 자유당                          | 서울 서대문구 을                 |                                   | 초선      |
| 4대  | 1기    | 이기붕(李起鵬) | 경기 이천군                      | 자유당                          | 1958년 6월 7일~1960년 4월 28일   | 재선                              |           |
| 4대  | 1기    | 곽상훈(郭尙勳) |                                  | 민주당                          | 경기 인천시 을                   | 1960년 5월 2일~1960년 6월 6일     | 4선       |
| 4대  | 2기    | 곽상훈(郭尙勳) | 1960년 6월 7일~1960년 6월 23일   | 민주당                          | 경기 인천시 을                   |                                   | 4선       |
| 5대  | 민의원 | 곽상훈(郭尙勳) | 1960년 8월 8일~1961년 5월 16일   | 민주당                          | 경기 인천시 을                   | 5선                               |           |
| 5대  | 참의원 | 백낙준(白樂濬) | 1960년 8월 8일~1961년 5월 16일   |                                 | 무소속                           | 서울 제1부                        | 초선      |
| 6대  | 1기    | 이효상(李孝祥) |                                  | 민주공화당                      | 경북 대구시 남구                 | 1963년 12월 17일~1965년 12월 16일 | 재선      |
| 6대  | 2기    | 이효상(李孝祥) | 1965년 12월 17일~1967년 6월 30일 | 민주공화당                      | 경북 대구시 남구                 |                                   | 재선      |
| 7대  | 1기    | 이효상(李孝祥) | 1967년 7월 10일~1969년 7월 9일   | 민주공화당                      | 경북 대구시 남구                 | 3선                               |           |
| 7대  | 2기    | 이효상(李孝祥) | 1969년 7월 10일~1971년 6월 30일  | 민주공화당                      | 경북 대구시 남구                 | 3선                               |           |
| 8대  | 1기    | 백두진(白斗鎭) | 전국구                           | 민주공화당                      | 1971년 7월 26일~1972년 10월 17일 | 3선                               |           |
| 9대  | 1기    | 정일권(丁一權) | 강원 속초시·양양군·인제군·고성군 | 민주공화당                      | 1973년 3월 12일~1976년 3월 11일  | 재선                              |           |
| 9대  | 2기    | 정일권(丁一權) | 강원 속초시·양양군·인제군·고성군 | 민주공화당                      | 1976년 3월 12일~1979년 3월 11일  | 재선                              |           |
| 10대 | 1기    | 백두진(白斗鎭) |                                  | 유신정우회                      | 통일주체국민회의                 | 1979년 3월 17일~1979년 12월 17일  | 5선       |
| 11대 | 1기    | 정래혁(丁來赫) |                                  | 민주정의당                      | 전남 담양군·곡성군·화순군        | 1981년 4월 11일~1983년 4월 10일   | 3선       |
| 11대 | 2기    | 채문식(蔡汶植) | 경북 문경군·예천군               | 민주정의당                      | 1983년 4월 11일~1985년 4월 10일  | 4선                               |           |
| 12대 | 1기    | 이재형(李載灐) | 전국구                           | 민주정의당                      | 1985년 5월 13일~1987년 5월 12일  | 6선                               |           |
| 12대 | 2기    | 이재형(李載灐) | 전국구                           | 민주정의당                      | 1987년 5월 13일~1988년 5월 29일  | 6선                               |           |
| 13대 | 1기    | 김재순(金在淳) | 강원 화천군·철원군               | 민주정의당                      | 1988년 5월 30일~1990년 5월 29일  | 6선                               |           |
| 13대 | 2기    | 박준규(朴浚圭) |                                  | 민주자유당                      | 대구 동구                        | 1990년 5월 30일~1992년 5월 29일   | 7선       |
| 14대 | 1기    | 박준규(朴浚圭) | 대구 동구 을                     | 민주자유당                      | 1992년 6월 29일~1993년 3월 30일  | 8선                               |           |
| 14대 | 1기    | 이만섭(李萬燮) | 전국구                           | 민주자유당                      | 1993년 4월 27일~1994년 6월 28일  | 6선                               |           |
| 14대 | 2기    | 황낙주(黃珞周) | 경남 창원시 을                   | 민주자유당                      | 1994년 6월 29일~1996년 5월 29일  | 6선                               |           |
| 15대 | 1기    | 김수한(金守漢) |                                  | 신한국당                        | 전국구                           | 1996년 7월 4일~1998년 5월 29일    | 6선       |
| 15대 | 2기    | 박준규(朴浚圭) |                                  | 자유민주연합                    | 대구 중구                        | 1998년 8월 3일~2000년 5월 29일    | 9선       |
| 16대 | 1기    | 이만섭(李萬燮) |                                  | 새천년민주당                    | 전국구                           | 2000년 6월 5일~2002년 5월 29일    | 8선       |
| 16대 | 2기    | 박관용(朴寬用) |                                  | 한나라당                        | 부산 동래구                      | 2002년 7월 8일~2004년 5월 29일    | 6선       |
| 17대 | 1기    | 김원기(金元基) |                                  | 열린우리당                      | 전북 정읍시                      | 2004년 6월 5일~2006년 5월 29일    | 6선       |
| 17대 | 2기    | 임채정(林采正) | 서울 노원구 병                   | 열린우리당                      | 2006년 6월 19일~2008년 5월 29일  | 4선                               |           |
| 18대 | 1기    | 김형오(金炯旿) |                                  | 한나라당                        | 부산 영도구                      | 2008년 7월 10일~2010년 5월 29일   | 5선       |
| 18대 | 2기    | 박희태(朴憘太) | 경남 양산시                      | 한나라당                        | 2010년 6월 8일~2012년 2월 27일   | 6선                               |           |
| 19대 | 1기    | 강창희(姜昌熙) |                                  | 새누리당                        | 대전 중구                        | 2012년 7월 2일~2014년 5월 29일    | 6선       |
| 19대 | 2기    | 정의화(鄭義和) | 부산 중구·동구                   | 새누리당                        | 2014년 5월 30일~2016년 5월 29일  | 5선                               |           |
| 20대 | 1기    | 정세균(丁世均) |                                  | 더불어민주당                    | 서울 종로구                      | 2016년 6월 9일~2018년 5월 29일    | 6선       |
| 20대 | 2기    | 문희상(文喜相) | 경기 의정부시 갑                 | 더불어민주당                    | 2018년 7월 13일~2020년 5월 29일  | 6선                               |           |
| 21대 | 1기    | 박병석(朴炳錫) | 대전 서구 갑                     | 더불어민주당                    | 2020년 6월 5일~2022년 5월 29일   | 6선                               |           |
| 21대 | 2기    | 김진표(金振杓) | 경기 수원시 무                   | 더불어민주당                    | 2022년 7월 4일~2024년 5월 29일   | 5선                               |           |
| 22대 | 1기    | 우원식(禹元植) | 서울 노원구 갑                   | 더불어민주당                    | 2024년 6월 5일~                  | 5선                               |           |

## 기록
- 역대 최초 제헌 국회의장은 이승만 국회의장이다.
- 역대 최장 기간 재임 국회의장은 이효상 국회의장이다.
- 유일하게 국회의장에서 대통령에 오른 국회의장은 이승만 국회의장이다.
- 유일하게 3번 국회의장 오른 국회의장은  박준규 국회의장이다.

## 같이 보기
- 대한민국 국회
- 대한민국의 국회부의장
- 대한민국의 국회사무총장
- 대한민국의 국회사무처 차장
- 대한민국의 국회의장비서실장
- 직권상정

### 내용주
1. ↑  국가원수인 대통령을 제외하고 대한민국의 입법부, 사법부, 행정부를 이루는 3부요인은 국회의장(입법부), 대법원장·헌법재판소장(사법부), 국무총리(행정부)이다. 대법원장과 헌법재판소장은 사법부를 공동으로 대표하고, 한편으로 대통령은 행정부 수반이지만  동시에 국가원수이므로 3부요인에서 행정부의 몫은 국무총리가 차지한다.[1] 중앙선거관리위원회 위원장은 권력분립원칙상의 국가권력을 담당하지 않고, 단지 선거행정의 독립성을 헌법적 수준에서 보장받는 것이므로 헌법기관장이라고 부른다.[2] 이에 따라 2006년 청와대에서는 대통령을 제외한 국가요인을 부르는 정식명칭을 '3부요인(국회의장, 대법원장·헌법재판소장, 국무총리) 및 헌법기관장(중앙선거관리위원회 위원장)'으로 정한바 있다.[3] 일각에서 사용되는 4부요인 또는 5부요인이라는 표현은 권력분립원칙을 오독한 비(非)법률적 표현이다.[4]